# پرچم تیمور شرقی
پرچم تیمور شرقی برای اولین بار در ۲۰ مه ۲۰۰۲ به رسمیت شناخته شد. به‌عنوان پرچم ملی و نشان ملی شناخته می‌شود و همچنین دارای تناسب ۱:۲ می‌باشد.

## نمادشناسی
این پرچم دارای رنگ‌های مشکی، سفید، زرد و قرمز می‌باشد. همچنین دارای نشان ستاره نیز است.
طبق قانون اساسی تیمور شرقی، مثلث زرد نشان دهنده «ردپای استعمار در تاریخ این کشور» و مثلث سیاه نمایانگر «تاریک گرایی است که باید بر آن غلبه کرد».
پس‌زمینه قرمز پرچم «مبارزه برای آزادی ملی» نشان می‌دهد. ستاره سفید یا «نوری که هدایت می‌کند» نشانی از صلح است.